# Kályhacső szerkezet
A kályhacső szerkezet egy antiminta. Egy kályhacső szerkezetű szervezetben korlátozott a hierarchia szerint keresztirányú kommunikáció, az információk többnyire függőlegesen fel-le haladnak. A kommunikáció korlátozása előfordulhat tudatos döntés nélkül is, pusztán azzal, hogy a szervezet nagy, nemzetközi szervezet, aminek számos országban vannak helyi részlegei. Államszervezet felépítésében is előfordulhat. Nem tudja a jobb kéz, mit csinál a bal. 
Nevezetes példa a Bletchley Park, ahol az Enigma által rejtjelezett üzenetek feltörésén dolgoztak. A különböző csapatok semmit sem tudtak a többiekről.
A kályhacső szerkezet magának a szervezetnek is káros, mivel a különböző részlegek többször is elvégzik ugyanazokat a feladatokat, és nem tudják egymás tapasztalatait használni a náluk is előforduló problémák megoldásában. Kialakulhat verseny, vagy a részlegek akár egymás érdekeit figyelembe nem véve egymás ellen is dolgozhatnak.
A kályhacső szerkezet többnyire olyan szervezeteknél alakulnak ki, ahol:
- A szerepek élesen, elvágólag vannak definiálva, és nagyon hierarchikusak.
- Sok a hierarchikus szint, és minden vezetőnek kevés lehetősége van közvetlen jelentések tételére.
- Az információtechnológia, emberi erőforrások és hasonló funkciók külön szervezeti egységbe szervezése, különösen ha az alkalmazásokról és szolgáltatásokról nem a központ dönt.
- A gyanú kultúrája vagy diktatórikus vezetési stílus.
- Több szervezeti egység, amelyek egymástól el vannak szigetelve, kevés kommunikációs lehetőséggel.

Módszerek az elkerülésére:
- Az információtechnológia, emberi erőforrások és hasonló funkciók központi kezelése.
- Alacsony hierarchia.
- Decentralizált keresztfunkcionális eseti csapatok egy-egy projekt vagy művelet elvégzésére.
- Kevesebb egység, a munkatársak mozgatása az egyes egységek között.
- A nyitottság kultúrája, támogató vezetési stílus, a felsőbb szintek kezdeményezőkészsége.
- Összeolvadás után a személyzet gyors integrációja.

## Fordítás
Ez a szócikk részben vagy egészben  a   Stovepipe (organisation) című angol Wikipédia-szócikk fordításán alapul.  Az eredeti cikk szerkesztőit annak laptörténete sorolja fel. Ez a jelzés csupán a megfogalmazás eredetét és a szerzői jogokat jelzi, nem szolgál a cikkben szereplő információk forrásmegjelöléseként.